# The Hitcher (2007)
The Hitcher (bra: A Morte Pede Carona ; prt: Boleia Mortal) é um filme do gênero slasher de 2007 dirigido por Dave Meyers e estrelado por Sean Bean, Sophia Bush e Zachary Knighton. O filme foi produzido pela Platinum Dunes de Michael Bay, é refilmagem do filme The Hitcher (1986).
O filme foi lançado em 19 de janeiro de 2007, nos Estados Unidos e em 1º de junho de 2007, no Reino Unido.

## Sinopse
Um casal de namorados, saem de viagem para encontrar alguns amigos. No caminho, meio a uma forte chuva, eles quase atropelam um sujeito sinistro que parecia estar com o carro quebrado e precisando de carona. Amedrontados, os dois fogem do local. O que não esperavam era que, mais tarde, encontrariam novamente o homem em um posto de gasolina. Lá, este pediria carona mais uma vez, fazendo com que Jim, não tivesse chances de recusar, deixando sua namorada Grace (Sophia Bush) desconfiada. John Ryder (Sean Bean) acaba revelando no meio da viagem que é um aventureiro de estrada e que gosta de fazer vítimas com sua crueldade. Apavorados, Jim e Grace dão um jeito de se livrar do sádico assassino, que passa a persegui-los durante toda a viagem e causa muita confusão na vida da dupla.

## Elenco
- Sean Bean - John Ryder / The Hitcher
- Sophia Bush - Grace Andrews
- Zachary Knighton - Jim Halsey
- Neal McDonough - Tenente Esteridge
- Kyle Davis - Balconista da loja Buford
- Skip O'Brien - Harlan Bremmer, Sr.
- Travis Schuldt - Harlan Bremmer, Jr.
- Danny Bolero - Oficial Edwards
- Lauren Cohn - Marlene
- Yara Martinez - Beth
- Jeffrey Hutchinson - Jovem pai

## Recepção
No site agregador de críticas Rotten Tomatoes, 21% das 95 resenhas dos críticos são positivas. O consenso diz: "Sean Bean tenta dar motivação e emoção ao hitcher, mas o diretor Dave Meyers está mais interessado em choques baratos, gores gratuitos, sangue e tortura".